# Perwez
Perwez (vallonska Perwé, nederländska Perwijs) är en kommun i provinsen Vallonska Brabant i fransktalande Vallonien i Belgien. Kommunen består av de fem ortsdelarna Malèves-Sainte-Marie-Wastines, Orbais, Perwez, Thorembais-les-Béguines och Thorembais-Saint-Trond.

## Externa länkar

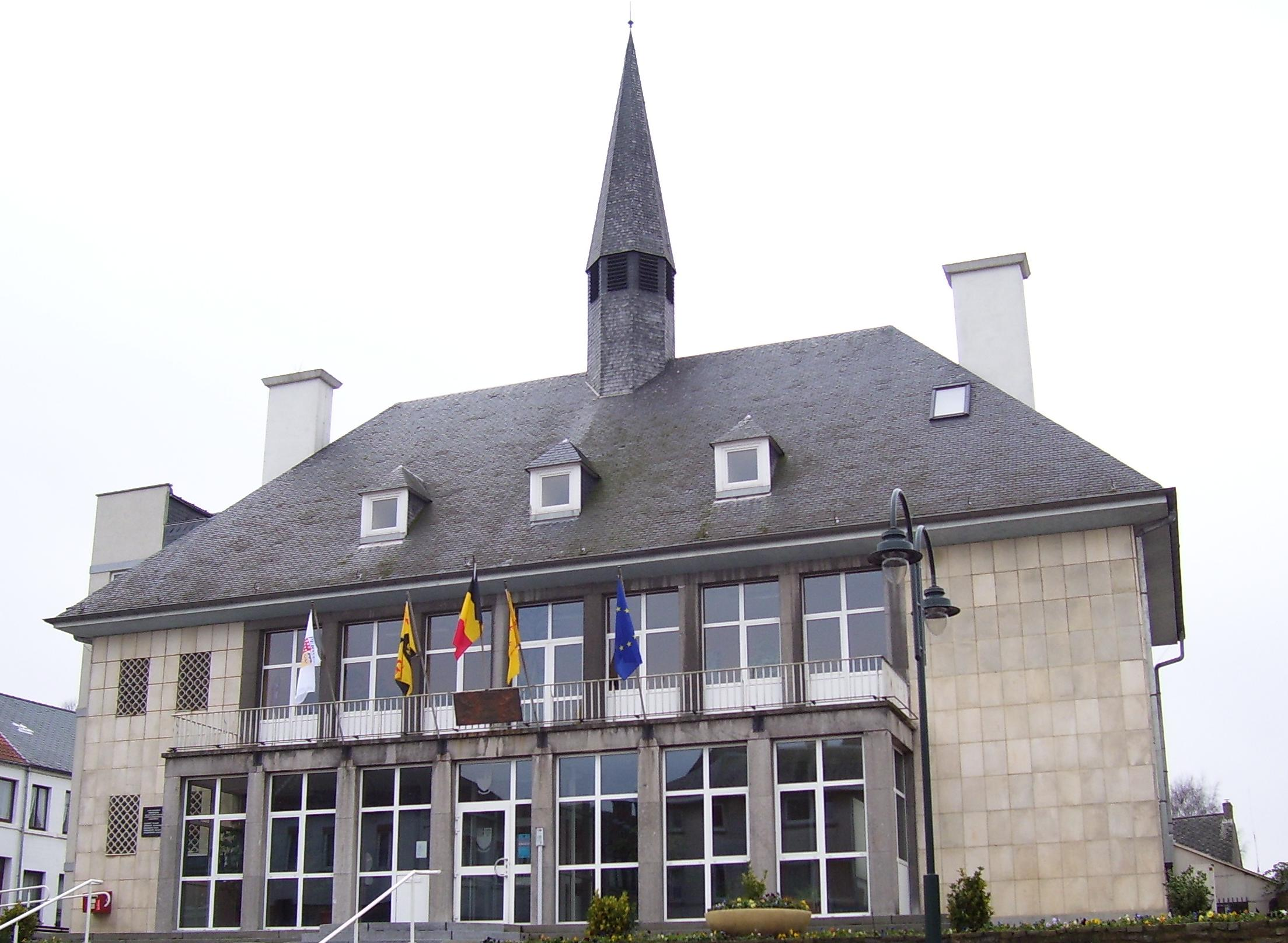
Rådhuset i Perwez